# Cheia (okręg Alba)
Cheia – wieś w Rumunii, w okręgu Alba, w gminie Râmeț. W 2011 roku liczyła 4 mieszkańców.